# Burg Treyden
Die Burg Treyden (lettisch Turaidas pils) ist die Ruine einer Bischofsburg des Erzbistums Riga, die zwischenzeitlich mehrere Jahrzehnte dem Livländischen Orden als Ordensburg diente. Sie wurde auf einem hohen Bergrücken am Rande des Gauja-Tals (deutsch Treyder Aa) im Ortsteil Turaida der livländischen Stadt Sigulda im lettischen Bezirk Sigulda errichtet.

## Geschichte

### Mittelalter

#### Baltische Kreuzzüge
Die Gegend um Treyden waren bereits lange Zeit vor dem Eintreffen christlicher Missionare vom baltischen Stamm der Liven bewohnt. Auf dem Karlsberg (lettisch Kārļa kalns), einem Nachbarhügel des heutigen Burgbergs, stand die große Holzburg „Thoreida“ des livischen Häuptlings Kaupo, der vermutlich 1198 vom damaligen Zisterzienser-Mönch Theoderich zum Christentum bekehrt wurde. Das Festhalten Kaupos an der neuen Religion, sowie die dadurch immer raschere Ausbreitung des Christentums spaltete das Volk der Liven, was schließlich zu einem Aufstand der heidnischen Bevölkerung führte. Kaupo erhielt daraufhin Hilfe vom Bistum Riga, das während der Baltischen Kreuzzüge, zusammen mit den Kreuzfahrern (später Schwertbrüderorden), die aufständischen Liven in mehreren Schlachten vernichtend schlug.
Nach der Schlacht bei Treiden 1206, bei der die Burg zerstört wurde, drängten die Schwertbrüder auf einen Anteil an den eroberten Gebieten. Im „Vertrag über die Aufteilung Livlands“ wurde beschlossen, dass der Orden ein Drittel des eroberten Territoriums erhält. Dieser Vertrag war einer der Hauptgründe für die künftigen Konflikte zwischen dem Schwertbrüderorden (später Livländischer Orden) und dem Erzbischof, da einerseits der Papst dem damaligen Bischof die vollständige Oberhoheit über die eroberten Gebiete übertragen hatte, die dieser verständlicherweise nur widerwillig teilen wollte und da andererseits der Orden weit mehr als das vertraglich zugesprochene Drittel des Territoriums gefordert hatte. Der Orden erhielt das Land links der Gauja (südlich), während das Bistum das Land rechts der Gauja (nördlich) mit der Holzburg Thoreida behielt. Hier herrschte Kaupo nach wie vor und schützte im Auftrag des Bischofs die christliche Bevölkerung. Diese hölzerne Stammesburg erwies sich scheinbar als so widerstandsfähig, dass die Kreuzfahrer noch in den ersten 8 Jahren nach der Eroberung offenbar keine Notwendigkeit sahen, eine moderne Steinburg zu errichten; stattdessen wurde sie nach Beschädigungen immer wieder aufgebaut.

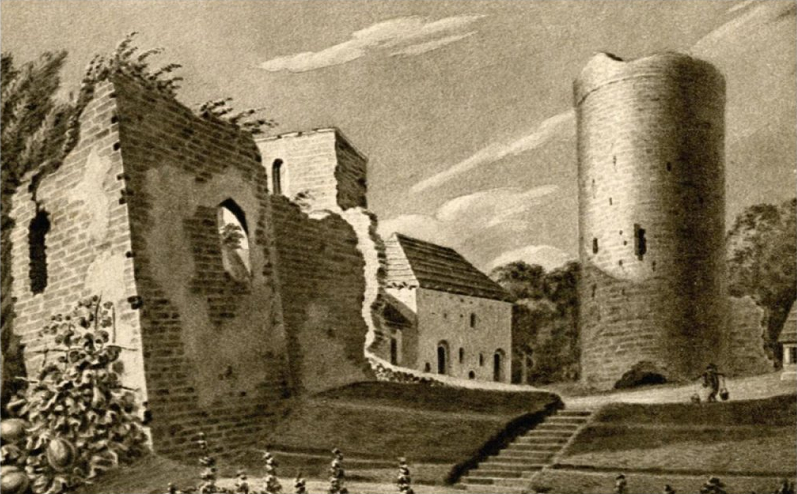
Die Ruinen von Treyden 1810 – Zeichnung von Karl von Ungern-Sternberg

Im Sommer 1211 kam es erneut zu einer Belagerung von Thoreida, diesmal von estnischen Truppen, die mit einer Flotte von etwa 300 Schiffen auf der Gauja nach Turaida gefahren sind. Die Ordensritter von Burg Segewold auf der anderen Uferseite bemerkten den Truppenaufmarsch und schickten nach Riga um Hilfe. Nach kurzer Zeit traf ein Entsatzheer aus Ordensrittern und Kreuzfahrern, die dem aus dem Heiligen Römischen Reich zurückgekehrten Bischof Albert gefolgt sind, ein und besiegte die Esten in der blutigen Schlacht bei Treiden vernichtend. Auf dem Rückzug zu ihren Schiffen wurde den Überlebenden von einem Kreuzfahrertrupp unter Bernhard II. zur Lippe der Weg abgeschnitten, sodass die verbliebenen Esten in die Wälder flüchten mussten und dort vermutlich ihr Leben ließen. Der rasche Eingriff der christlichen Verbündeten verhinderte eine ernsthafte Beschädigung von Kaupos Burg.
Bereits ein Jahr später brach ein Aufstand christlicher Liven aus Thoreida sowie heidnischer Letten gegen die neuen deutschen Herren aus, der 1212 von Kreuzfahrern mit der Hilfe von Kaupo, der zuerst vergeblich nach einer friedlichen Lösung suchte, niedergeschlagen werden konnte. Während des Aufstandes brannte Kaupos Burg erneut vollständig nieder.
Aufgrund der strategisch wichtigen Lage ließ Bischof Albert bereits 1214 durch seinen Stellvertreter Bischof Philipp von Ratzeburg auf einem Nachbarhügel eine steinerne Burg bestehend aus einer Burgmauer und einem Unterkunftsgebäude als Ersatz für die zerstörte Holzburg errichten. Sie war zunächst sehr einfach gehalten und bestand lediglich aus einer Burgmauer ungleichförmigen Grundrisses und einem Unterkunftsgebäude. Noch in der ersten Hälfte des 13. Jahrhunderts begann man am höchsten Punkt des Burgberges, im nordöstlichen Teil des Burghofs, mit dem Bau eines freistehenden Rundturms, dem Bergfried. Im 14. Jahrhundert wurde außerhalb der südlichen Mauer ein Vorhof angebaut, der im Laufe der Jahre immer weiter befestigt wurde.
Die neue Burg erhielt den deutschen Namen Fredeland (friedliches Land), vermutlich eine Anspielung darauf, dass die neuen Herren keine weiteren Aufstände mehr seitens der livischen Bevölkerung erwarteten und stattdessen auf eine friedliche Zukunft hofften. Dieser Name setzte sich jedoch bei den Liven nicht durch, so wurde die Burg fortan Treyden genannt (erstmals schriftlich erwähnt 1218), was sich aus dem bisherigen livischen Namen Thoraida ableitet, der so viel bedeutet wie Göttlicher Garten („Tora“ – „Gott“; „aida“ – „Garten“).

#### Bürgerkriege und Machtkämpfe

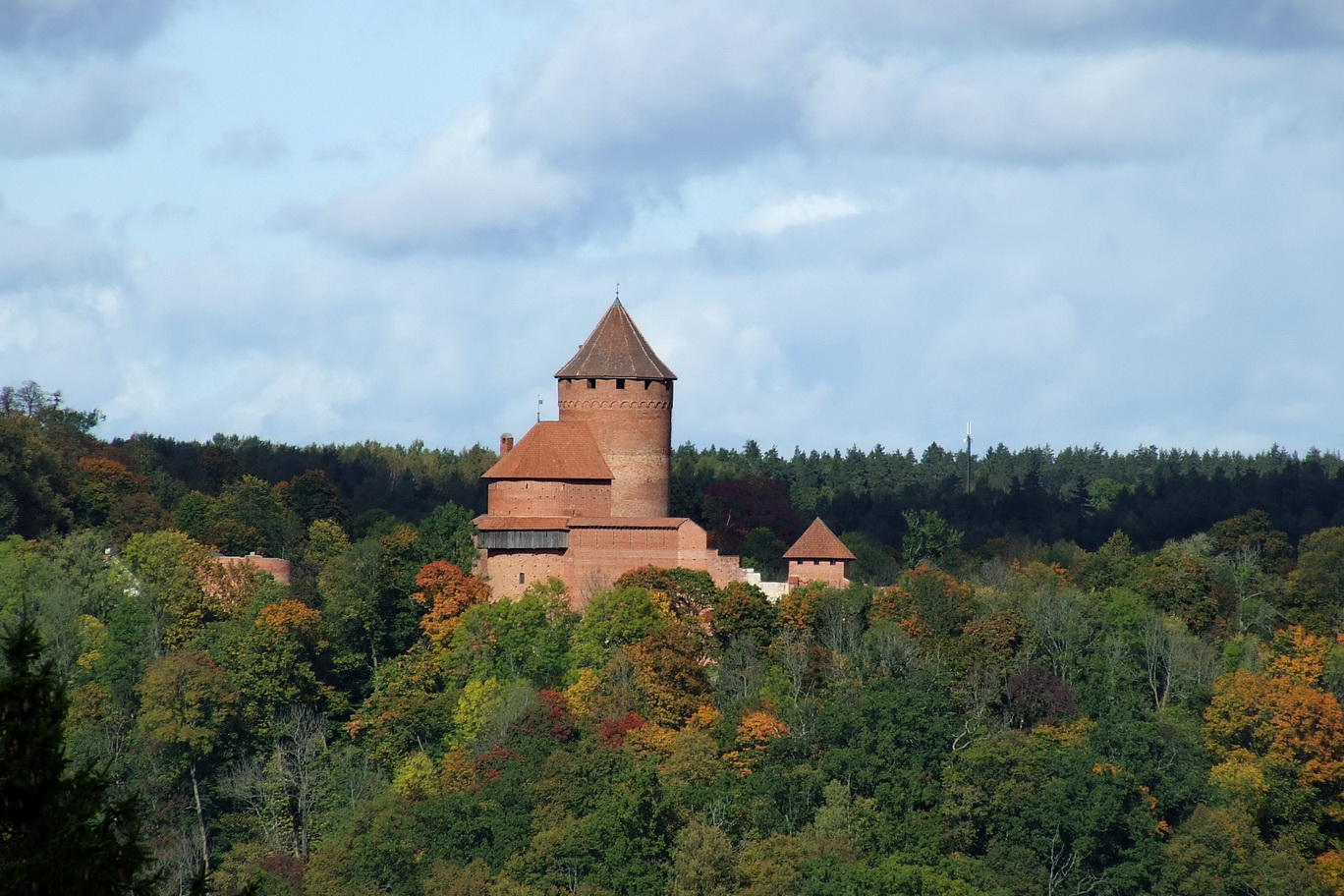
Blick von Sigulda (Segewold) auf die Burg Treyden

Die Erzbischöfe besuchten die Burg nur selten und ihr Aufenthalt war meist nur von kurzer Dauer. Bei Anwesenheit diente sie für Empfänge, religiöse Feiern sowie zur Verwaltung. Die Burg befand sich bis in die Mitte des 16. Jahrhunderts fast durchgehend im Besitz der Erzbischöfe von Riga. Einzige Ausnahme stellen mehrere zeitliche Intermezzi dar, in denen die Burg vom Livländischen Orden besetzt war; zusammengerechnet immerhin etwa 80 Jahre. So diente die Burg von 1298 bis 1366, von 1405 bis 1417, von 1479 bis 1485 und von 1556 bis 1557 als Garnison der Kreuzfahrer des Livländischen Ordens.
Als gegen Ende des 13. Jahrhunderts der langwierige Konflikt zwischen Erzbistum und Orden eskalierte, war die Burg mehrmals Schauplatz heftiger Kämpfe. Als Erzbischof Johann III. 1297 auf die Burg Treyden floh, belagerte sie der livländische Landmeister Bruno. Nach acht Tagen wurde die Burg dem Orden übergeben, der Erzbischof gefangen genommen und auf Burg Fellin, dem damaligen Hauptsitz des Ordens, eingesperrt. Als Gegenreaktion verbündeten sich die bischofstreuen Bürger von Riga mit dem erklärten Feind des Ordens, dem Großfürstentum Litauen unter Großfürst Vytenis. Die heidnischen Litauer gewannen dank bischöflicher Verstärkungen 1298 die Schlacht bei Treiden, in der Ordensmeister Bruno fiel. Burg Treyden verblieb jedoch offenbar weiterhin unter der Kontrolle des Ordens. Dieser erweiterte die Burg in der ersten Hälfte des 15. Jahrhunderts um einen geschlossenen Schalenturm in der westlichen Mauer der Hauptburg. In der zweiten Hälfte des desselben Jahrhunderts wurde nördlich der Burg eine langgezogene, relativ schmale Vorburg errichtet, an dessen Ende zwei runde Wehrtürme den Hauptzugang sicherten.
1479 entlud sich das ständig angespannte Verhältnis zwischen den Erzbischöfen von Riga und dem Livländischen Orden abermals in einem Bürgerkrieg, als Erzbischof Silvester ein Bündnis mit dem schwedischen König schloss, woraufhin der livländische Landmeister Bernd von der Borch in das Erzbistum einfiel und innerhalb von 14 Tagen dessen Burgen und Ländereien besetzte, darunter auch Treyden. Die Burg wurde erst sechs Jahre später an den neuen, diplomatischeren Erzbischof Michael zurückgegeben. In der Schlacht von Treiden 1490 konnte die Stadt Riga dem Orden nochmals eine schwere Niederlage zufügen, bevor dieser ein Jahr später den entscheidenden Sieg errang.

### Neuzeit

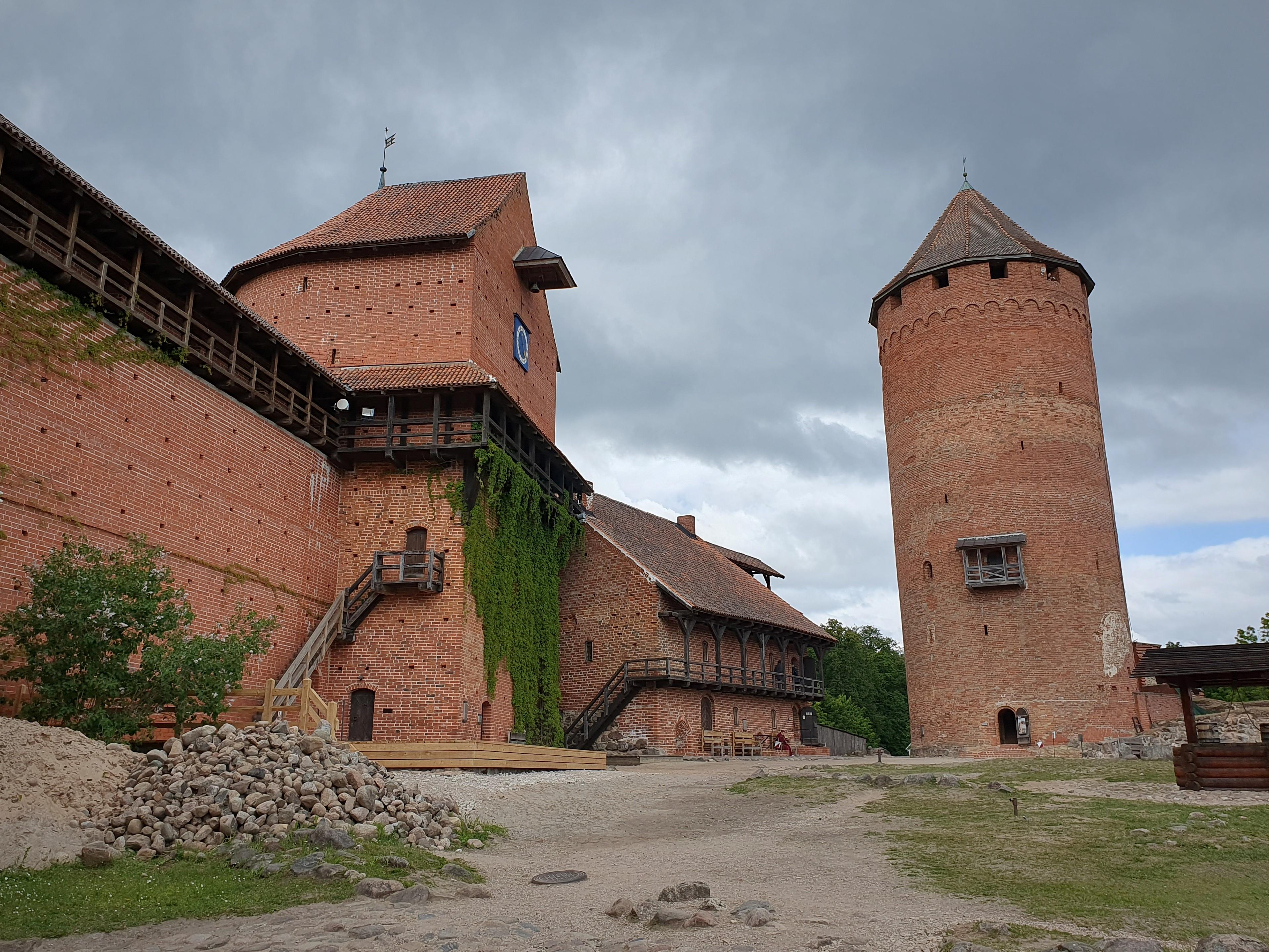
Burghof von Treyden. Links der Schalenturm, rechts der Bergfried

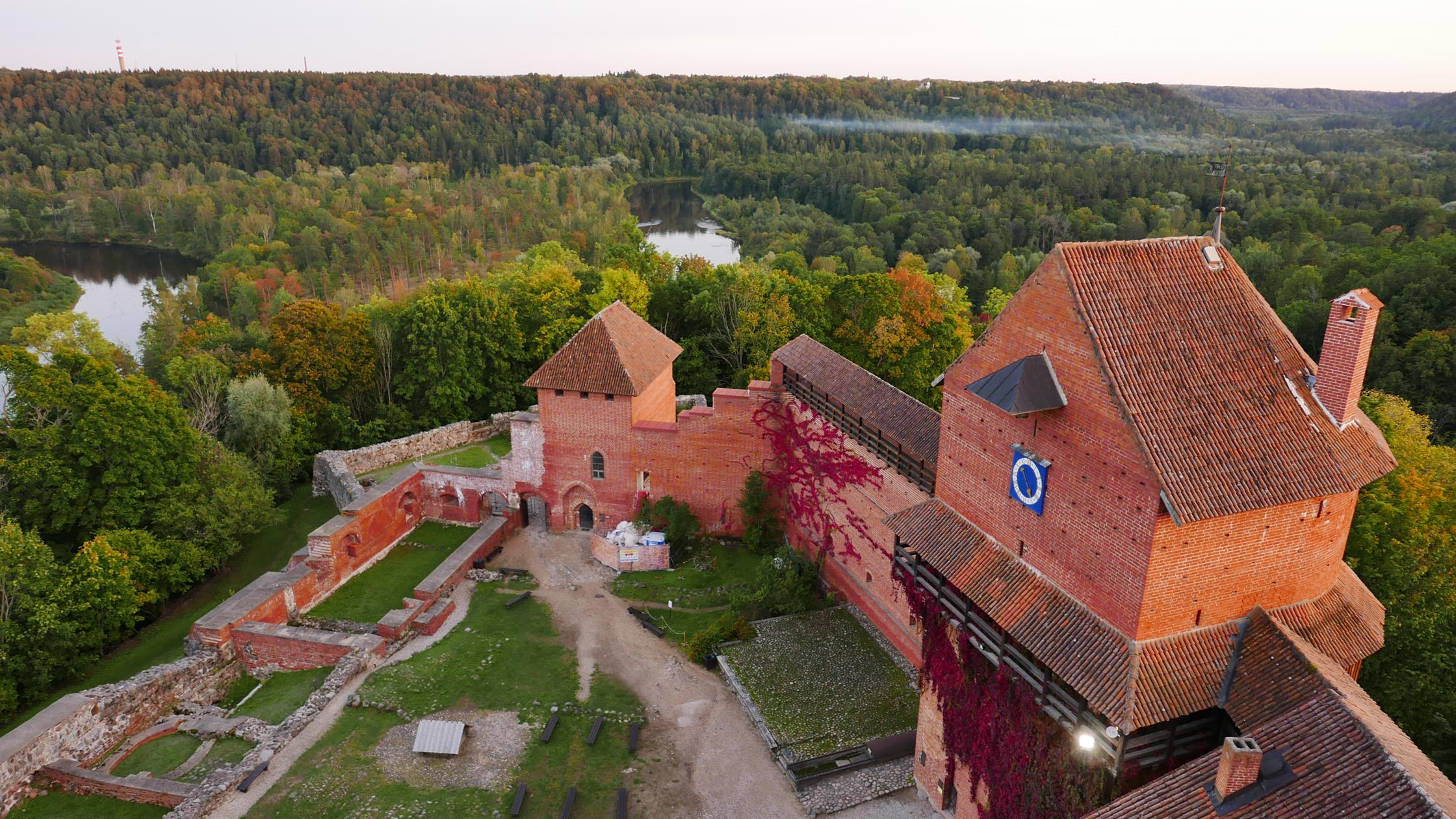
Blick vom Bergfried zur Gauja. Zu sehen sind die Ruinen des Westpalas, das Südtor vor den Ruinen der Vorburg, der südliche Palas und der Schalenturm (von links nach rechts).

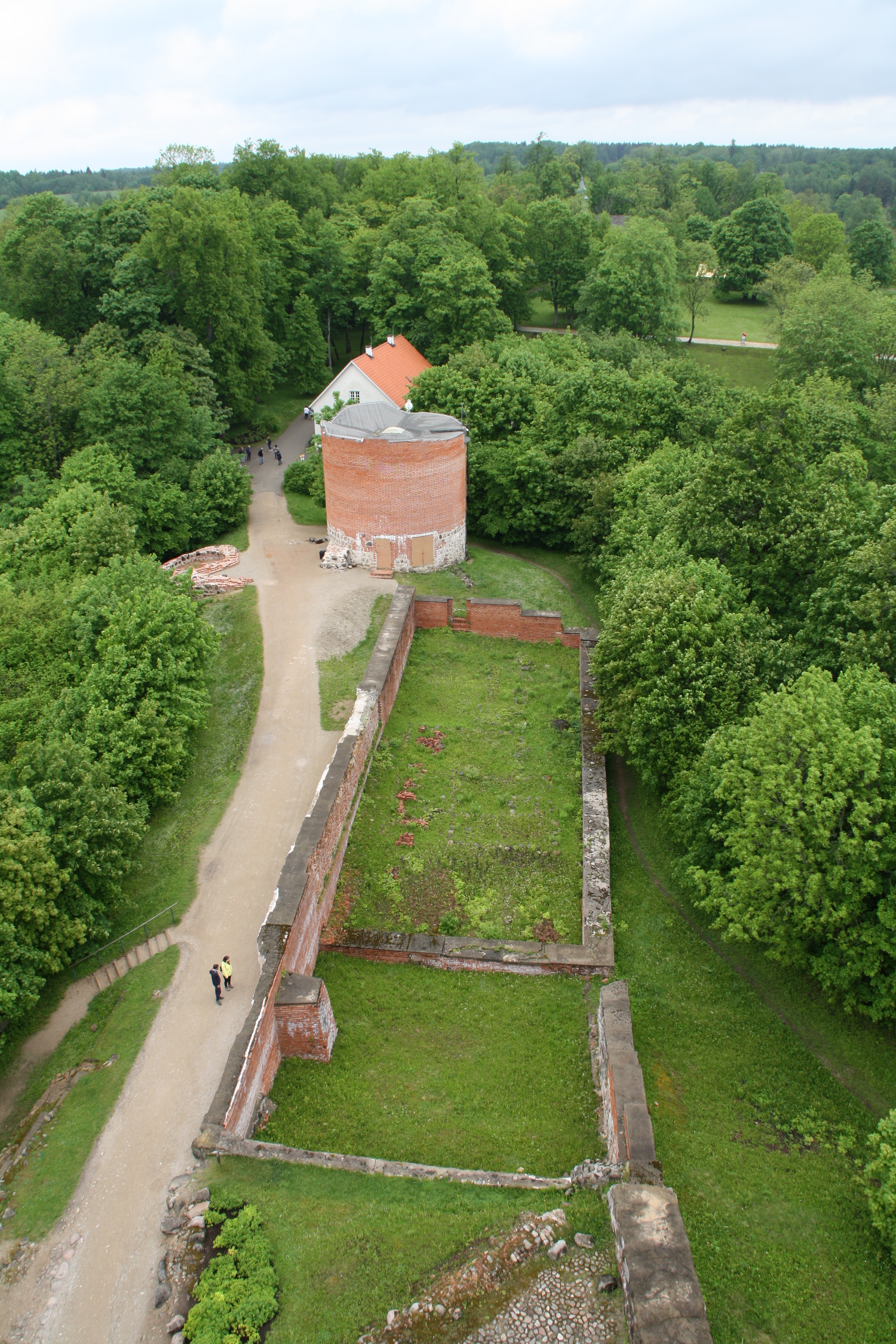
Blick zur nördlichen Vorburg und zum Nordturm

Die politische Situation änderte sich zu Beginn des 16. Jahrhunderts dramatisch, als sich die Livländische Konföderation durch das Erstarken Russlands und das immer häufigere Auftreten schwerer Artilleriegeschütze bedroht sah. Dies veranlasste den Erzbischof Jasper, die Verteidigung seiner Burgen zu verstärken. So erhielt Burg Treyden im nordwestlichen Teil des Burghofes, am Übergang zwischen Haupt- und Vorburg, einen runden Kanonenturm, der mit zahlreichen Kanonenluken ausgestattet war.
Mit dem Fall des Livländischen Ordens 1566 ging Treyden mit dem säkularisierten Erzbistum Riga als Herzogtum Livland in der Adelsrepublik Polen-Litauen auf.
Die Burg wurde dem ehemaligen Vogt des Dorpater Stifts Elert Kruse übergeben, der jedoch ein Jahr zuvor, während russischer Gefangenschaft, die Seiten wechselte und im Volk als Verräter galt. Als er schließlich auch der polnischen Administration unter Jan Hieronimowicz Chodkiewicz verdächtig wurde, beauftragte er seinen Sekretär Hans Büring, ihm die Burg Treyden wieder zu nehmen; es schien zu risikoreich, eine der stärksten und wehrfähigsten Burgen Livlands während des Krieges in den unsicheren Händen eines Mannes zu belassen, der bekanntlich dem feindlichen Russland nahe stand. Im November 1576 schickte er mehrere Wagenladungen Holz gleichzeitig zur Burg, die sich dann absichtlich so verfuhren, dass sich das Burgtor nicht mehr schließen ließ. Diesen Moment nutzte Büring, um einzudringen und sich der Burg zu bemächtigen. Kruse erhielt die Burg erst mehrere Jahre später zurück, vermutlich mit Ende des Krieges 1583, behielt sie dann aber bis zu seinem Tode 1585.
Zu Beginn des polnisch-schwedischen Krieges wurde die Burg im Frühjahr 1601 vom schwedischen Oberst Heinrich Liven erstürmt, jedoch konnten sie polnisch-litauische Truppen nach der schwedischen Niederlage bei Kokenhusen noch im selben Jahr zurückerobern. Während des Krieges wurde auf der nördlichen Seite von Burg Treyden als letzte Ausbaustufe eine Lehm- bzw. Erdschanze errichtet.
Erst nach der Eroberung Rigas 1621 durch Gustav II. Adolf musste der letzte polnische Starost von Treyden abziehen. 1625 schenkte Gustav Adolf die Burg seinem Admiral Nils Stiernsköld. 1627 wurde hier ein Waffenstillstand geschlossen. 1628 erlitt der schwedische Feldherr Gustaf Horn in der Schlacht bei Treiden schwere Verluste und entging der Niederlage nur durch einen Rückzug zur Burg.
Während des Krieges wurde die Burg teils stark beschädigt, jedoch immer wieder repariert. Noch 1633 drang der schwedische Reichskanzler Axel Oxenstierna, wohlwissend um ihre Bedeutung, auf die vollständige Instandsetzung der Burg.
Stiernsköld verkaufte die Burg 1652 dem Landrat Gustav Wilhelm von Budberg. 1658 wurde die Burg ein letztes Mal in Kampfhandlungen verwickelt, als sie für kurze Zeit von einem kleinen Kampftrupp aus Polen besetzt wurde. Danach wurde die Burg nicht mehr militärisch genutzt, verlor an Bedeutung und verfiel allmählich. Bis 1771 war sie noch fast vollständig von der Ringmauer umgeben.

#### Zerstörung der Burg
1776 ereignete sich dann das tragische und im Gegensatz zu den meisten anderen Burgen Livlands, ohne feindliche Kampfhandlungen herbeigeführte Ende von Burg Treyden, als ein unvorsichtiger Schuss aus einer Flinte das Strohdach einer Klete in Brand setzte. Über die hölzernen Anbauten verteilten sich die Flammen schließlich auf die gesamte Burganlage, die fast vollständig ausbrannte. Danach wurde lediglich die Klete wiederaufgebaut, die Burg selbst ist seitdem unbewohnt. Die Trümmer und übrig gebliebenen Mauerwände wurden zum Teil von der Bevölkerung als Baumaterial verwendet, während Unbrauchbares über die Steilhänge zum Gauja-Tal hin entsorgt wurde; selbst der hohe Bergfried wurde um etwa 3,6 m abgetragen. Ein beträchtlicher Teil der Mauersteine soll auch beim Bau des Neuen Schlosses in Sigulda Verwendung gefunden haben. Der Verfall schritt so weit fort, dass der baltische Burgenforscher Karl von Löwis of Menar in seinem Reiseführer 1895 als einzig verbliebene Überreste nur noch die Ruinen des Nordturms und des Bergfrieds nennen konnte.
Im Jahre 1818 gelangte Treyden dann in den Besitz der Adelsfamilie von Campenhausen, in deren Zeit vermutlich der Bau des neuen, hölzernen Herrenhauses direkt neben dem Bergfried fiel. Es wurden Wohngebäude, Stallungen, Scheunen und andere Nebengebäude errichtet; es entstand ein Gutshof. Nördlich des Burggeländes wurde Ende des 19. Jahrhunderts ein neues Herrenhaus erbaut mit einer Schmiede, einem Fischkeller, einem Obstgarten und weiteren Nebengebäuden.

#### Wiederaufbau

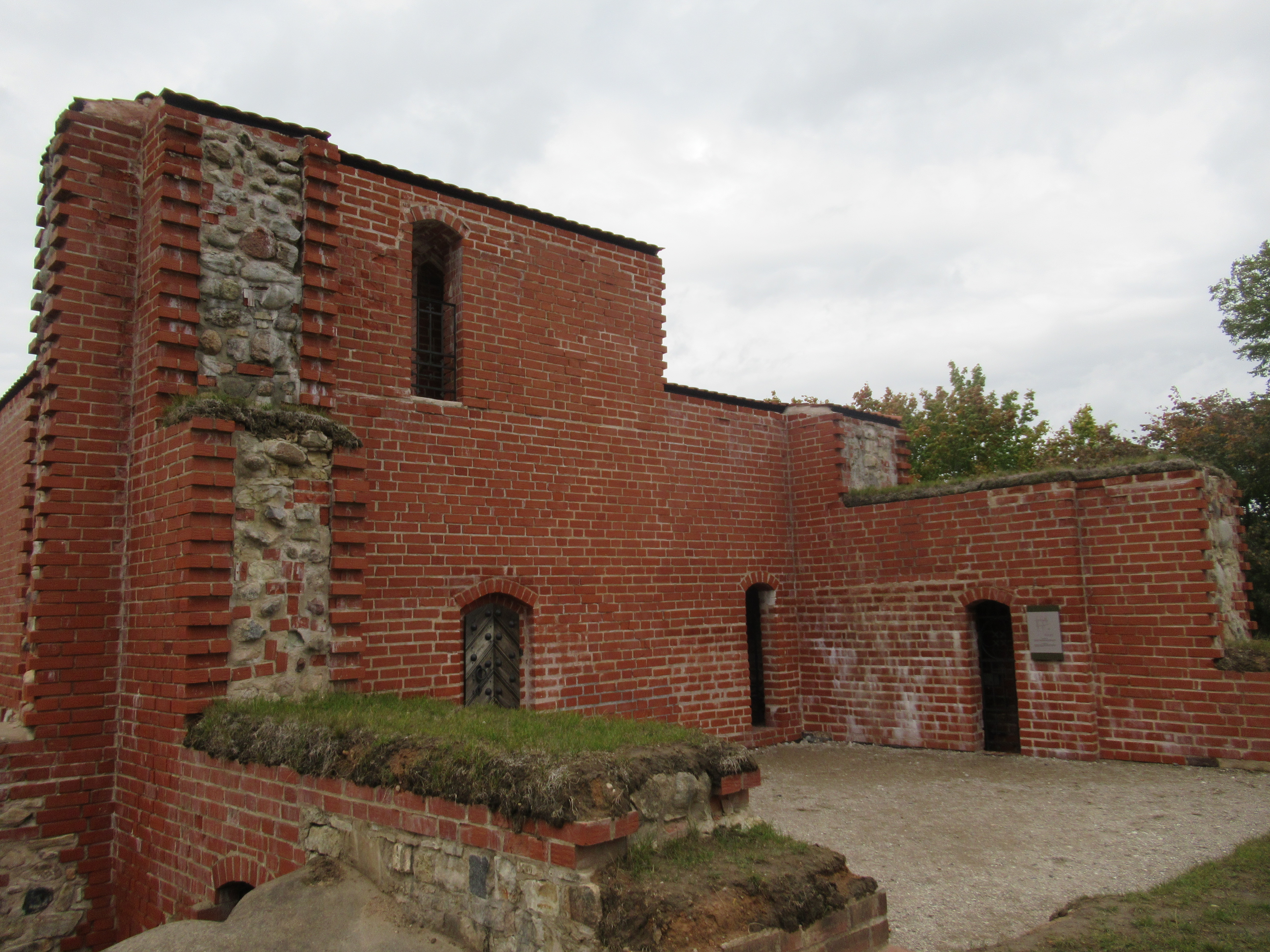
Teilrekonstruktion des nordöstlichen Wirtschaftsgebäudes. Gut zu erkennen ist der Aufbau des Schalenmauerwerks.

Nach der Gründung des Lettischen Nationalstaates im Jahr 1924 wurde beschlossen, die Ruinen der Burg Treyden in die Liste der vom Staat geschützten historischen Stätten aufzunehmen, doch die eigentlichen Restaurierungsarbeiten begannen schrittweise erst in den 1950er Jahren.
1953 wurden zunächst die neuzeitlichen Gebäude innerhalb der Burg abgerissen, im Anschluss starteten die ersten Ausgrabungen auf dem Burggelände. Von 1953 bis 1959 wurde der Bergfried unter der Leitung des Architekten K. Vikmanis restauriert. Der nicht mehr erhaltene obere Teil des Turms wurde rekonstruiert und als Aussichtsplattform für Besucher ausgebaut; zum Schutz vor Regen und Witterung wurde der Turm mit einem runden Ziegel-Walmdach versehen. Anschließend wurden bis 1983 die westliche Burghälfte mit Burgmauer, Wirtschaftsgebäude, sowie dem halbrunden und dem südlichen Torturm rekonstruiert. Seit 1976 wurden etwa 25 Jahre lang umfassende archäologische Untersuchungen auf dem Burggelände durchgeführt, wobei die daraus gewonnenen Erkenntnisse in die parallel stattfindenden Wiederaufbauarbeiten eingebracht wurden.
Heute ist die Burg ein beliebtes touristisches Ausflugsziel und beherbergt mehrere Ausstellungen. Es finden regelmäßig Konzerte, Volksfeste und viele weitere kulturelle Veranstaltungen statt.

#### Bedrohung im 21.Jahrhundert
Nach dem verheerenden Brand vor über 200 Jahren war 2002 das erste Jahr, in dem die Burg Treyden wieder von einer realen Gefahr heimgesucht wurde. Die großen Niederschlagsmengen und starken Temperaturschwankungen (bis zu ±20 °C) im Winter führten zu einem Grundwasseranstieg, der in der Nacht des 7. Februar den ersten von drei aufeinander folgenden Erdrutsche auslöste; nur wenige Meter von der Westmauer entfernt. Bereits am nächsten Tag wurden Sicherungsmaßnahmen eingeleitet, um ein Abrutschen der Mauer zu verhindern. Die Hänge und Mauern wurden genau auf mögliche Bewegungen oder Rissbildungen überwacht.
Am 12. Februar wurde die Frage der Rettung des Denkmals sogar auf einer Sitzung des lettischen Ministerkabinetts erörtert. Zur Ursachenforschung und geologischen Untersuchung wurden von der Regierung umgerechnet etwa 61000 € zur Verfügung gestellt.
Lettische Wissenschaftler kamen zu dem Schluss, dass die jüngsten Erdrutsche vermutlich auf das Fehlen eines Entwässerungssystems in der Nähe der Burgmauern zurückzuführen sind. Das hoch stehende Grundwasser sowie die Kombination aus Regen und Schnee lösten schließlich die gefährlichen Bodenbewegungen aus.
In der Vergangenheit gab es bereits mehrere Erdrutsche, welche die Burg ernsthaft bedrohten, so z. B. im 14. Jahrhundert, ebenfalls an der Westmauer.

## Beschreibung

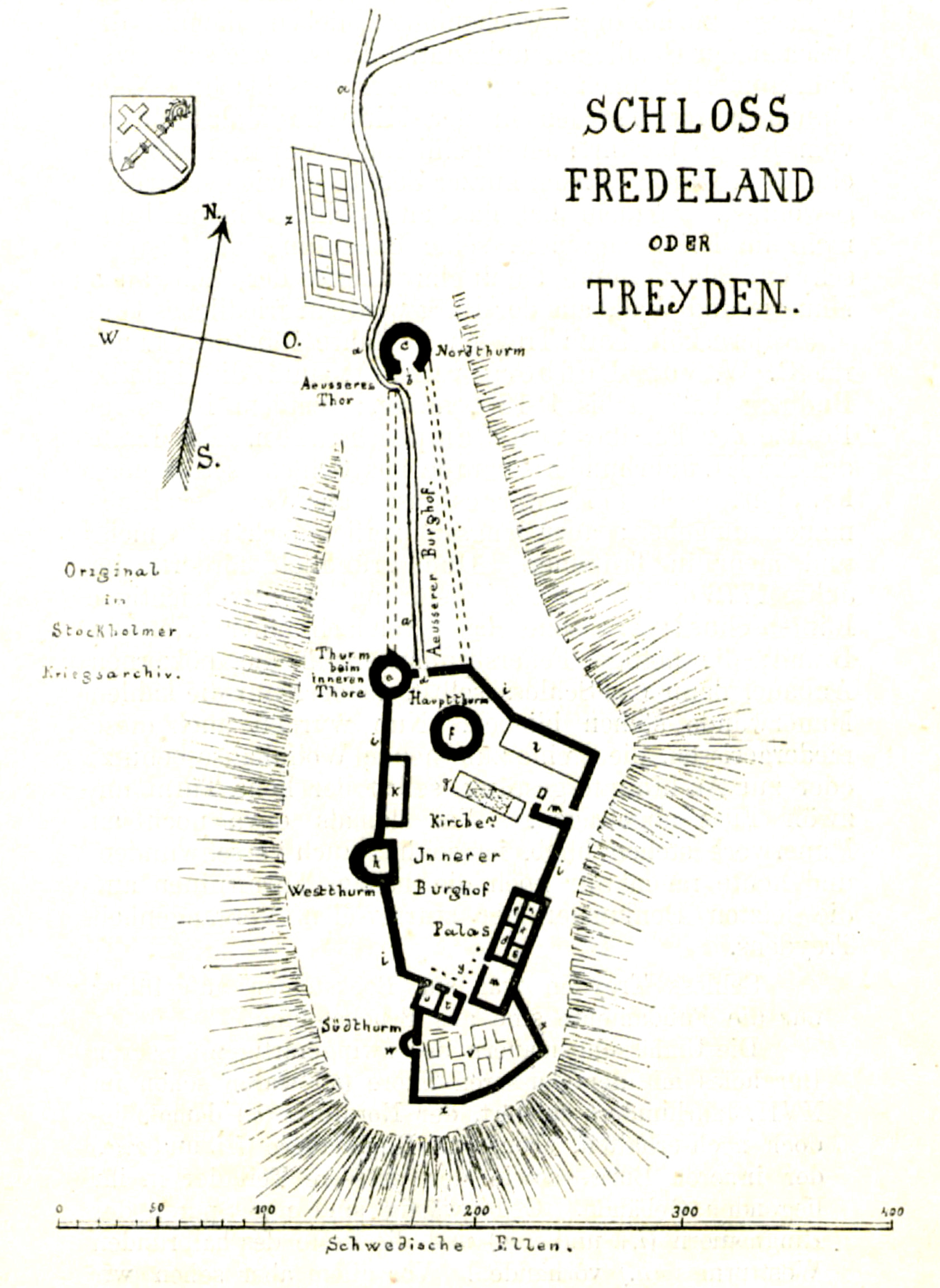
Burgplan aus dem 17. Jahrhundert
Legende: • a Straße zur Burg • b Äußeres Burgtor • c Nordturm • e Rundturm beim Innentor • f Bergfried • g Burgkirche • h Halbrunder Westturm • i Burgmauer (Haupthof) • k Wirtschaftsgebäude • l Wirtschaftsgebäude • m Wirtschaftsgebäude • n Palas mit Festsaal • o Wohnraum • p Wohnraum • q Wohnraum • r Wohnraum • s Wohnraum • t Wohnraum • u Wohnraum • v Garten • w Halbrunder Südturm • x Burgmauer (Südhof) • y Hölzerne Galerie • z Küchengarten

Burg Treyden wurde auf einem Bergrücken am Rande des Gauja-Tals errichtet, dessen Hänge an der Ost-, Süd- und Westseite zwischen 30 und 50 m steil ins Tal abfallen. An der Südseite grenzt der Berg direkt an eine Flussschleife der Gauja. An der Nordseite, wo sich der einzige Landzugang zur Burg befand, wurde ein künstlicher Graben angelegt.
Die Burg bildet einen beachtlichen Kontrast zu den streng klosterartig aufgebauten Burgen des Livländischen Ordens mit ihren markanten Konventgebäuden und den rechteckigen Burgmauern und ähnelt stattdessen sowohl im Aufbau als auch in der ungewöhnlich langgezogenen Form vielmehr der Wartburg bei Eisenach.
Nicht weniger bemerkenswert ist zweifelsohne das Mauerwerk, welches, im Gegensatz zu den meisten Bischofsburgen Livlands, fast vollständig aus Ziegelmauerwerk besteht; lediglich die Fundamente wurden aus den sonst üblichen, vermörtelten Feldsteinen aufgebaut.

### Erste Bauphase (13./14. Jahrhundert)
1214 wurde mit dem Bau einer steinernen Burg begonnen. Zunächst wurde die Burgmauer errichtet, die aufgrund der Anpassung an das Gelände, die Form eines unregelmäßigen Vieleckes aufweist. An der Westseite der Mauer wurde ein rechteckiges Gebäude angebaut, das vermutlich Unterkünfte und eine Kapelle beherbergte, außerdem wurde im Burghof ein Brunnen angelegt. Die Burgmauer erhielt einen Wehrgang und eine mit Zinnen und Schießscharten ausgestattete krenelierte Brustwehr. Das Burgtor befand sich in der Nordmauer und wurde von dem gleich rechts daneben befindlichen Bergfried geschützt. Oberhalb des Tores war, ähnlich Burg Arensburg in Kuressaare, ein außenseitiges Fallgitter angebracht.
Zur selben Zeit oder etwas später wurde auf dem höchsten Punkt des Bergrückens der runde Bergfried mit seinen insgesamt fast 39 m Höhe, einem Außendurchmesser von 13,4 m und einer Wanddicke von 2,9 – 3,7 m errichtet. Der Turm besaß ein kegelförmiges Steindach und war mit Zinnen ausgestattet. Er war in sieben Stockwerke gegliedert, die alle, mit Ausnahme des vierten Stocks (Steingewölbedecke), Holzbalkendecken besaßen und durch gewundene Treppen verbunden waren, die sich in der Turmmauer befanden. Der Bergfried war als reiner Wehrturm zur Verteidigung der Burg gedacht, so diente das oberste Stockwerk der Überwachung der Umgebung. Die unteren Stockwerke waren hierfür nicht geeignet, da ihre schmalen Fenster nur der Beleuchtung der Räumlichkeiten dienen sollten. Zum besseren Schutz befand sich der Eingang des Turms im vierten Stock, also etwa 9,5 m über dem Boden und war nur über eine schnell abnehmbare Leiter oder einfache Treppe erreichbar; heute befindet sich hier ein Aussichtsbalkon. Der heutige, ebenerdige Zugang wurde erst später ergänzt, als die Verteidigungsfunktion des Bergfrieds an Bedeutung verlor. Bevor dies der Fall war, dienten die untersten Stockwerke als Lagerräume für Belagerungen. An der Südostseite des Turms befinden sich Putzreste in einer Torbogen-ähnlicher Form, an der ursprünglich ein großes Kreuz hing.
Eine der halbkreisförmigen Aussparungen der südlichen Ringmauer wurde durchbrochen und zu einem zweiten Burgtor umgebaut. Zu dessen Schutz wurde in der zweiten Hälfte des 13. Jahrhunderts westlich des Tores ein rechteckiges, turmartiges Gebäude, der Südflügel, außen an die Südmauer angebaut. Es misst 6,5 × 9 m und besitzt drei Stockwerke, von denen das oberste der Verteidigung und die unteren beiden Wohnzwecken dienten. Ein Beweis dafür ist das kunstvolle, spätromanische Kreuzgewölbe im Erdgeschoss. Im 19. Jahrhundert wurde der erhaltene Teil des Gebäudes als Keller genutzt. Zu dieser Zeit wurden auch die Burgmauer und das Eingangsportal verändert. Das Gebäude wurde zwischen 1980 und 1982 rekonstruiert.
Im nordöstlichen Teil des Innenhofes vermutete Karl von Löwis of Menar eine kleine, zweischiffige Kirche mit Kreuzgewölben, die der in Uexküll ähnelte. Das legt zumindest ein zeitgenössischer Burgplan aus dem 17. Jahrhundert nahe. Die Lage der Kirche wäre insofern verwunderlich, als dass auf ähnlichen Burganlagen aus Platzgründen normalerweise keine freistehenden Kirchen errichtet wurden, sondern vielmehr kompakte Kapellen innerhalb eines Gebäudes untergebracht waren.

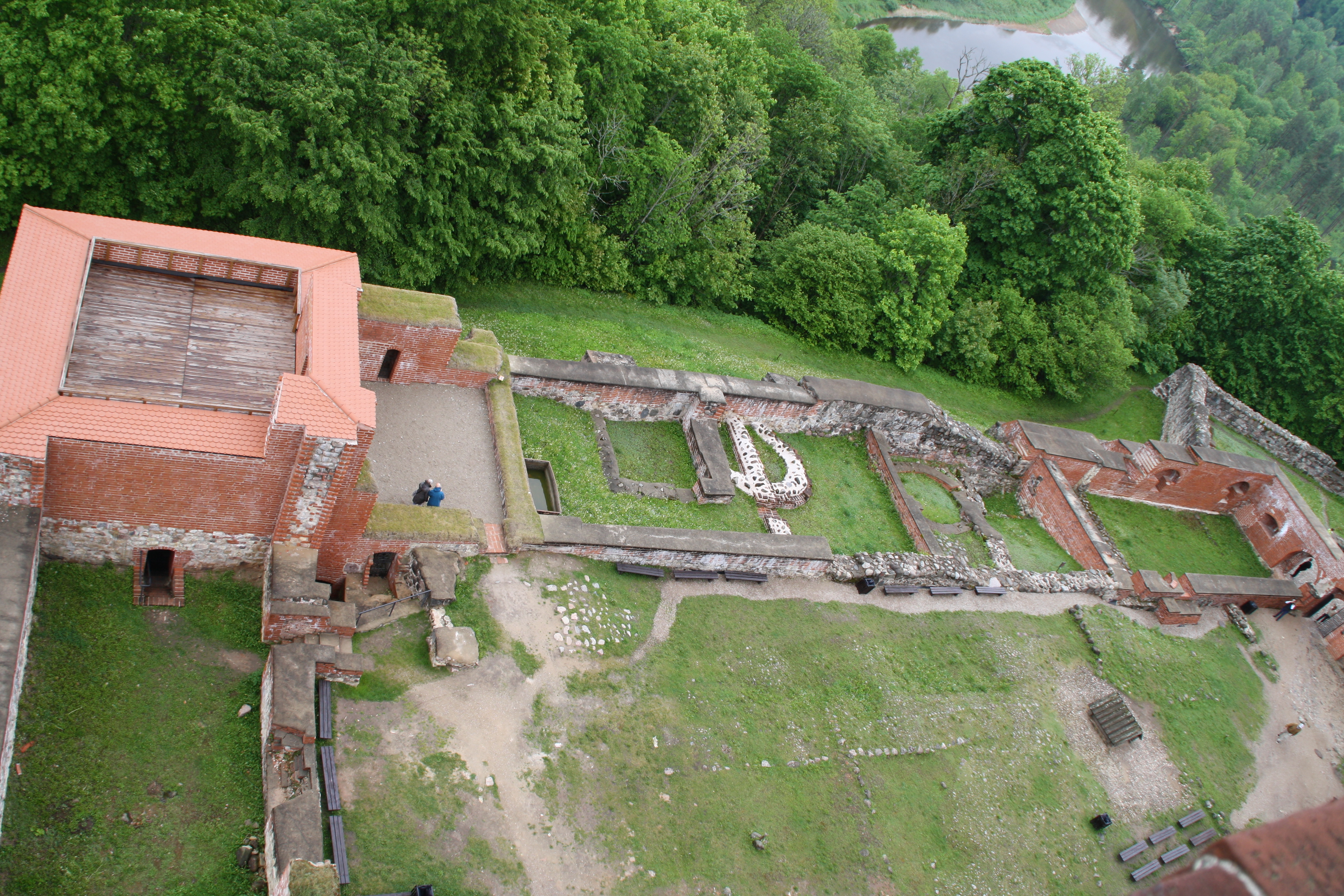
Ruinen der Ostseite. Links das L-förmige Wirtschaftsgebäude, rechts anschließend der langgezogene Palas (mit begrüntem Boden)

Vermutlich gegen Ende des 13. Jahrhunderts wurde Burg Treyden im Süden um eine Vorburg erweitert. Nachdem deren Mauer im Krieg zerstört wurde, errichtete man die neue Mauer etwa 10 m weiter südöstlich, wodurch sich die Fläche der Vorburg mehr als verdoppelte; sie erhielt ebenfalls einen Wehrgang mit Zinnen und Schießscharten. Die Fundamente der alten Mauer wurden zugeschüttet und der Hof vollständig mit einem Katzenkopfpflaster ausgekleidet. In der südlichen Mauer der Vorburg befand sich eine kleine Öffnung, die den Zugang zum Fluss Gauja ermöglichte. Später wurden an der südwestlichen Ecke der Vorburg-Mauer die Hauptpferdeställe errichtet, an der Ostseite eine Schmiede. Im 19. Jahrhundert wurde von den Gutsbesitzern auf der Hoffläche ein Garten angelegt.
Ende des 13. bzw. Anfang des 14. Jahrhunderts wurden in der Nordostecke der Burg zwei Gebäudeflügel an die Burgmauer angebaut. Das Gebäude an der Nordmauer besaß eine Länge von etwa 25,5 m, das an der nördlichen Ostmauer 17 m. Beide waren ca. 10 m breit und bildeten zusammen einen L-förmigen Gebäudekomplex, dessen Nutzung vermutlich wirtschaftlicher Natur gewesen ist. Im Laufe der Jahrzehnte wuchs das Gebäude an der Nordmauer durch An- und Verbindungsbauten mit dem ursprünglich freistehenden Bergfried zusammen.
Der Bau des in den nachfolgenden Jahrhunderten ständig erweiterten Ostflügels, des Palas, begann wahrscheinlich während der Herrschaft des Livländischen Ordens von 1298 bis 1366 über die Burg. Das zunächst vermutlich zweigeschossige Gebäude wurde im Laufe der Jahrhunderte ständig erweitert und ausgebaut. Es erstreckte sich an der gesamten Länge der östlichen Burgmauer und grenzte im Norden an das besagte Wirtschaftsgebäude und endete im Süden direkt als Südmauer. Im Südteil befanden sich zwei große Säle übereinander, wobei der untere als Wohnraum für das Gefolge des Burgherren diente, während der obere für öffentliche Regierungsgeschäfte, Empfänge, sowie für Feste und Bankette genutzt wurde. Nördlich dieser Halle lagen die Gemächer. Diese waren über eine von sieben Pfeilern getragenen Holzgalerie zugänglich, zu der wohl eine Freitreppe hinaufführte. Diese L-förmige Galerie verband Ost- und Südflügel miteinander. 
Eine Besonderheit auf Burg Treyden war, dass die als Einheit funktionierenden Süd- und Ostflügel räumlich nicht miteinander verbunden, sondern stattdessen durch eine kleine Lücke voneinander getrennt waren. Dies mag einerseits mit dem bereits vorhandenen Tor in ebenjener Lücke zusammenhängen. Andererseits wollte man sich wohl vom repräsentativen Festsaal aus nicht die schöne Sicht auf das Gauja-Tal verbauen; der Abstand zwischen beiden Gebäuden sorgte vielmehr für eine bessere Belichtung in beiden Sälen. 

### Zweite Bauphase (15./16. Jahrhundert)

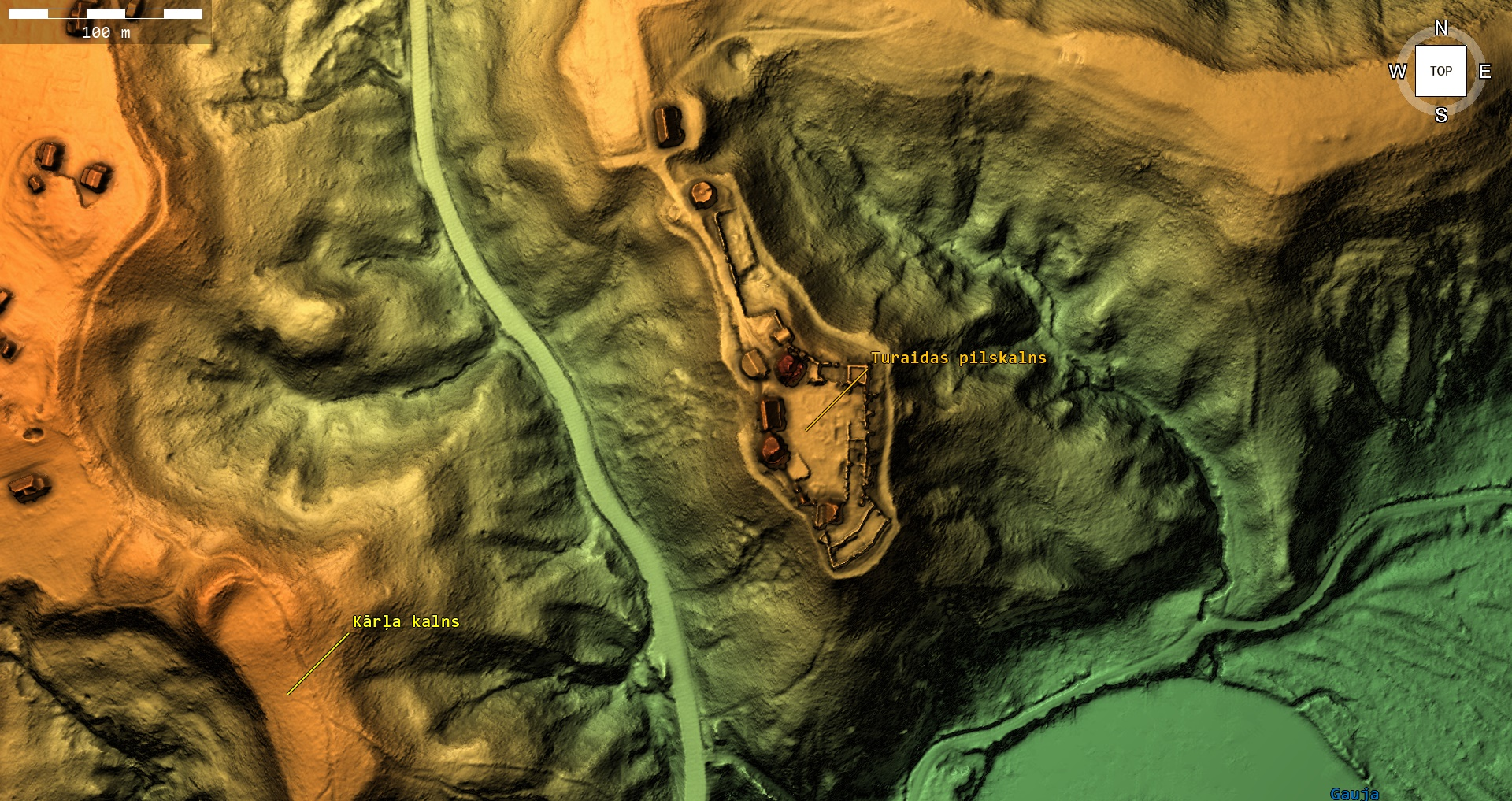
Topografisches 3D-Modell der Burganlage Treyden. Links ist der Karlsberg zu erkennen.

Zu den größten baulichen Veränderungen auf der Burg kam es im Spätmittelalter, als sie für die Verwendung und Abwehr schwerer Artillerie umgerüstet wurde. Nach den letzten großen Baumaßnahmen im 16. Jahrhundert erreichte die Burg mit einer Länge von ca. 210 m und einer Breite von 50 m ihre größte Ausdehnung.
So wurde in der ersten Hälfte des 15. Jahrhunderts an der Westmauer der Hauptburg ein halbrunder, geschlossener Schalenturm mit den Abmessungen 11,3 × 12,4 m errichtet. Die Mauern waren zwischen 2,1 m (hofseitig) und 2,9 m (außenseitig) dick; die Größe der originalen Ziegelsteine beträgt 9 × 15 × 30 cm. Er erreichte eine Höhe von etwa 25 m (bis zum Dachfirst) und war in fünf Stockwerke und einen Keller eingeteilt, der zumindest zeitweise als Kerker diente. Auf Höhe der Brustwehr der angrenzenden Burgmauern umgab den Turm eine hölzerne Hurde mit Schießscharten. An den Wänden sind noch Lehrgerüstsockel erkennbar. Der Turm wurde zwischen 1970 und 1974 rekonstruiert.
Mit dem Bau des Westturms wurde auch die südwestliche Ringmauer abgerissen und durch eine neue, mächtigere und näher am Hof gelegene Mauer ersetzt. Dies war vermutlich auf die bereits damals vorhandene Instabilität des Bodens (Sand- und Tonablagerungen auf Sandstein) und daraus resultierenden Erdrutschen zurückzuführen. Die Reste der alten Mauer sind auch heute noch vor der Burg erhalten.
In diesem Zuge wurde das alte Westgebäude abgerissen und ein neues Gebäude an die zurückweichende Außenmauer gebaut. Das Gebäude verfügte über einen Keller, zwei Etagen und einen Dachboden. Die Architektur war sehr schlicht, passend zum militärischen Charakter der Burg.
Nördlich der Hauptburg wurde in der zweiten Hälfte des 15. Jahrhunderts die für Treyden charakteristische, langgestreckte nördliche Vorburg ergänzt, an deren Ende zwei Rundtürme errichtet wurden, in deren Mitte sich nun das vorgelagerte Haupttor der Burg befand. Der größere der beiden hatte einen Durchmesser von 12 m; sein Mauerwerk besaß auf der Nordseite eine Dicke von 4,5 m, auf der Südseite jedoch „nur“ 2,5 m. Vor diesen nördlichen Befestigungsbauten befand sich ein Graben mit Zugbrücke. In dieser Vorburg befanden sich, möglicherweise bis auf einfache Holzbauten, keine Gebäude und sollte vermutlich die Funktion eines Zwingers erfüllen.
In dieser Zeit wurden auch die Burgmauern grundsätzlich verstärkt und erhöht. Auch die südliche Vorburg erhielt an ihrer Westmauer einen kleinen, halbrunden Turm.
Im ersten Viertel des 16. Jahrhunderts kam nordwestlich der Hauptburg neben dem Haupttor ein Kanonenturm mit einem Durchmesser von 14 m und einer Mauerstärke von etwa 4,2 m hinzu. Seine Hauptfunktion war der Schutz der Hauptburg Richtung Norden und die Absicherung der westlichen Flanke. Er wurde jedoch bereits in der ersten Hälfte des 17. Jahrhunderts, vermutlich im Polnisch-Schwedischen Krieg, zerstört und abgerissen. 1982/83 wurde er archäologisch untersucht und konserviert. Heute werden die Grundmauern und Überreste von einem Holzüberbau vor der Witterung geschützt.